# Survivor Series (2010)
Survivor Series (2010) — щорічне pay-per-view шоу «Survivor Series», що проводиться федерацією реслінгу WWE. Шоу відбулося 21 листопада 2010 року в Американ-Ерлайнс-арена (англ. American Airlines Arena) у Маямі, Флорида (США). Це було 24 шоу в історії «Survivor Series». Вісім матчів відбулися під час шоу та ще один перед показом.